# SN 2008fl
SN 2008fl – supernowa typu Ia odkryta 7 września 2008 roku w galaktyce NGC 6805. W momencie odkrycia miała maksymalną jasność 17,10m.